# Blausee
Blausee är en sjö i Schweiz. Den ligger i den centrala delen av landet, 50 km söder om huvudstaden Bern. Blausee ligger 922 meter över havet. Arean är 0,64 kvadratkilometer.
Trakten runt Blausee består i huvudsak av gräsmarker. Runt Blausee är det ganska glesbefolkat, med 25 invånare per kvadratkilometer.